# Albert (danseur)
Pour les articles homonymes, voir Albert.
Œuvres principales
Cendrillon (1822)
Le Corsaire (1837)
La Jolie fille de Gand' (1842)
Albert (né François Decombe à Bordeaux le 11 avril 1787 et mort à Fontainebleau le 19 juillet 1865) est un danseur et maître de ballet français.

## Biographie
Albert débute à l'âge de 14 ans au théâtre de la Gaîté, puis il est engagé à l'Opéra de Paris en 1808, sur les recommandations de Jean-François Coulon et d'Auguste Vestris. Mis à l'écart par le maître de ballet Pierre Gardel, Albert se partage alors entre Paris et Londres, où il donne toute la mesure de son talent. Évincé de l'Opéra en 1831, au profit de Jean Coralli et de Filippo Taglioni, il travaille à Londres, Naples et Marseille.
De 1838 à 1840, Albert est maître de ballet au théâtre de la Monnaie de Bruxelles, où il fait connaître au public les talents d'Arthur Saint-Léon.
De retour à Paris en 1841, il compose les divertissements pour l'opéra La Favorite de Donizetti et pour quelques autres pièces du compositeur.
La Jolie fille du Gand, composée avec le librettiste Jules-Henri de Vernoy Saint-Georges en 1842, sera jouée sur scène par la grande ballerine Carlotta Grisi.
Marié à Louise Marguerite Augustine Himm en 1811, avec laquelle il a eu deux enfants : Louis Hortense Elisabeth (1812) et Charles Ignace Auguste (1816), lesquels suivront la même carrière que leur père.
Il est aussi l'auteur d'un manuel de danse, L'Art de danser à la ville et à la cour (Paris, 1834).

## Quelques œuvres
- Flore et Zéphire (Paris 1815) - Zéphire, le chorégraphe Charles-Louis Didelot
- Le Séducteur au village (Paris 1818)
- Cendrillon (Londres 1822, Paris 1823)
- Daphnis et Céphise (Vienne 1830)
- L'Anneau magique - The Enchanted Ring (Londres 1832)
- Le Corsaire (Londres 1837, Bruxelles 1839)
- Le Chevalier du temple (Paris 1838)
- La Nuit du meurtre (Paris 1839)
- Une journée de Naples (Bruxelles 1839)
- Arsène, ou la Baguette magique (Bruxelles 1839)
- Le Château de Kenilworth (Bruxelles 1840)
- La Jolie fille de Gand (Paris 1842)[2]
- Madeleine (Paris 1843 ?)
- Un sogno della vita, ossia la Bella fanciulla di Gand (Venise, 1846)